# Europski uhidbeni nalog
Europski uhidbeni nalog (skraćeno EUN) nalog je nadležnog pravosudnog tijela države članice EU za uhićenje i predaju osobe koja se zatekne u drugoj državi članici u svrhu kaznenoga progona ili izvršenja zatvorske kazne ili mjere koja uključuje oduzimanje slobode. EUN postoji od 13. lipnja 2002. kao "Okvirna odluka o europskom uhidbenom nalogu i postupcima predaje između država članica".
"Zakon o pravosudnoj suradnji u kaznenim stvarima s državama članicama Europske unije" zakon je kojim je implementiran europski uhidbeni nalog u pravni poredak Republike Hrvatske. Kroz ovaj zakon Hrvatska je dužna izručivati svoje državljane na osnovi europskog uhidbenog naloga koji se izdaje zbog postojanja sumnje da je osoba počinila zločin na području druge države članice Europske unije. Zakon je u ljeto 2013. godine u hrvatskim medijima prozvan Lex Perković zbog izmjene napravljene 28. lipnja 2013. kojom je odlučeno da će Hrvatska izručivati samo osobe koje se terete za zločine počinjene na području drugih članica Europske unije poslije 7. kolovoza 2002. godine. Time je spriječeno izručenje Josipa Perkovića Njemačkoj, koji se sumnjiči za ubojstvo hrvatskog disidenta Stjepana Đurekovića koji je ubijen 1983. godine.

## Uvod
Nakon terorističkog napada na WTC 11. rujna 2001., Europsko vijeće donijelo je 13. lipnja 2002. Okvirnu odluku o europskom uhidbenom nalogu i postupcima predaje između država članica. Ova odluka zamijenila je dotadašnji režim izručivanja reguliran konvencijama iz 1995. i 1996. Okvirna odluka prva je konkretna mjera u području kaznenog prava kojom se primjenjuje načelo međusobnog priznavanja, koju Europsko vijeće shvaća kao temelj pravosudne suradnje. Pravosudna suradnja temelji se na visokoj razini povjerenja između država članica u smislu međusobnog priznavanja sudskih odluka, na neposrednoj komunikaciji pravosudnih tijela, postupku priznanja i izvršenja instrumenata pravosudne suradnje, isključenja načela obostrane kažnjivosti itd.

## Nadležnost EUN-a
Europski uhidbeni nalog može biti primijenjen u tri područja. U jednom od područja, EUN se može izdati u slučajevima počinjenih dijela za koja se, u skladu s pravom države članice koja ga izdaje, propisana kazna zatvora ili mjera oduzimanja slobode u trajanju od najmanje godinu dana ili je izrečena kazna zatvora ili mjera oduzimanja slobode od najmanje četiri mjeseca.
Nadležnost EUN-a je također i u slučajevima koja su u svezi s 32 kaznena dijela ili njihovim skupinama, a ta su djela:
- sudjelovanje u zločinačkoj organizaciji
- terorizam
- trgovanje ljudima
- spolno iskorištavanje djece i dječja pornografija
- nezakonita trgovina opojnim drogama i psihotropnim tvarima
- nezakonita trgovina oružjem, streljivom i eksplozivnim tvarima
- korupcija
- financijske prijevare
- pranje novca stečenog kaznenim djelom
- krivotvorenje novca
- računalni kriminalitet
- kaznena djela protiv zaštite okoliša
- olakšavanje neovlaštenog prelaska granice i boravka
- ubojstvo, nanošenje teške tjelesne ozljede
- nezakonita trgovina ljudskim organima i tkivom
- otmica, protupravno oduzimanje slobode i uzimanje talaca
- rasizam i ksenofobija
- organizirana ili oružana pljačka
- nezakonita trgovina kulturnim dobrima
- prijevare
- ucjenjivanje i iznuđivanje
- krivotvorenje industrijskih proizvoda i njihova prodaja
- krivotvorenje upravnih dokumenata i njihova prodaja
- krivotvorenja različitih oblika sredstava plaćanja
- nezakonita trgovina hormonskim tvarima i ostalim stimulansima rasta
- nezakonita trgovina nuklearnim ili radioaktivnim tvarima
- trgovina ukaredenim vozilima
- silovanje
- podmetanje požara
- kaznena djela u nadležnosti Međunarodnog kaznenog suda
- otmica zrakoplova ili plovila
- sabotaža.

Država članica može izdati EUN onda kada su navedena 32 kaznena djela kažnjiva i prema pravu države članice koja izdaje EUN i ako za njih propisuje kaznu zatvora ili mjeru oduzimanja slobode od najmanje tri godine države članice koja izdaje EUN, propisanom kaznom zatvora ili mjerom oduzimanja slobode od najmanje tri godine te ako su utvrđena pravom države članice koja izdaje EUN u skladu s odredbama Okvirne odluke i bez provjere dvostruke kažnjivosti djela. Europsko vijeće, nakon savjetovanja s Europskim parlamentom, može odlučivati o dodavanju novih kategorija kaznenih dijela na navedeni popis, s tim da ta odluka mora biti donesena jednoglasno.
EUN se može primjenjivati i u slučaju kada tražena osoba može biti predana i za kaznena djela koja nisu navedena u navedenom popisu kaznenih dijela, pod uvjetom da djela zbog kojih je EUN izdan predstavljaju kazneno djelo u skladu s pravom države članice koja izvršava EUN, bez obzira na elemente ili opis kaznenog djela, odnosno bez mogućnosti da država koja izvršava nalog sravnjuje takve inkriminacije sa svojim unutarnjim pravom.

## Implementacija EUN-a u Hrvatskoj
Prema Okvirnoj odluci Europskog vijeća, Hrvatski sabor donio je Zakon o pravosudnoj suradnji u kaznenim stvarima s državama članicama Europske unije (ZoPSEU). Okvirna odluka sadrži samo odredbe o europskom uhidbenom nalogu, dok ZoPSEU ima brojniji sadržaj, 133 članka podijeljena u 9 poglavlja, te osim EUN sadrži i ove instrumente pravosudne suradnje: nalog za osiguranje imovine ili dokaza, europski nalog za pribavljanje dokaza, priznanje i izvršenje naloga za oduzimanje imovine ili predmeta, priznanje i izvršenje odluka o novčanoj kazni, priznanje i izvršenje presuda kojima je izrečena kazna zatvora ili mjera koja uključuje oduzimanje slobode i priznanje i izvršenje presuda i odluka kojima su izrečene probacijske mjere i alternativne sankcije.
Hrvatska je također morala prilagoditi ustav Okvirnoj odluci Europskog vijeća. Stoga je prilagođena odredba članka 9. stavka 2. Ustava Republike Hrvatske koja je glasila:
Nakon prilagodbe, ta odredba trenutno glasi:
ZoPSEU stupio je na snagu ulaskom Hrvatske u Europsku uniju 1. srpnja 2013. Stupanjem Hrvatske u EU na adrese hrvatskih pravosudnih institucija stigli su i prvi europski uhidbeni nalozi, ukupno njih 84 do 2. srpnja 2013. u 10 sati ujutro.  Iako je među uhidbenim nalozima i onaj za Josipa Perkovića, policija po njemu neće postupati jer se Perkoviću stavlja na teret kazneno djelo počinjeno prije 2002. godine, a po istom kriteriju neće biti realizirano još 19 pristiglih naloga.

### Nadležna tijela za provedbu EUN-a u Hrvatskoj
Hrvatsko Ministarstvo pravosuđa je središnje tijelo nadležno za koordiniranje pravosudne suradnje između domaćih nadležnih pravosudnih tijela i nadležnih pravosudnih organa drugih država članica Europske unije. Za primanje i prosljeđivanje instrumenata pravosudne suradnje nadležna su četiri županijska suda:
- Županijski sud u Bjelovaru (nadležan za područje nadležnosti županijskih sudova u Bjelovaru, Čakovcu, Koprivnici, Varaždinu, Virovitici i Zlataru),
- Županijski sud u Velikoj Gorici (nadležan za područje nadležnosti županijskih sudova u Karlovcu, Puli, Rijeci, Sisku, Velikoj Gorici i Zagrebu),
- Županijski sud u Vukovaru (nadležan za područje nadležnosti županijskih sudova u Osijeku, Slavonskom Brodu, Požegi i Vukovaru),
- Županijski sud u Zadru (nadležan za područje nadležnosti županijskih sudova u Dubrovniku, Gospiću, Splitu, Šibeniku i Zadru).

## Lex Perković (izmjena ZoPSEU 2013. godine)
U lipnju 2013. najavljena je mogućnost da će Njemačka dostaviti europski uhidbeni nalog za Josipa Perkovića, bivšeg djelatnika Službe državne sigurnosti i hrvatskih obavještajnih organa, SIS-a i HIS-a, kojeg se trereti za ubojstvo hrvatskog političkog emigranta Stjepana Đurekovića koji je ubijen 1983. u Wolfratshausenu u Bavarskoj. Uz Perkovića, raspisani su uhidbeni nalozi i za još pet osoba za koje se sumnja da su bili Perkovićevi suradnici, a njemačko državno odvjetništvo raspisalo je nagradu za njih u vrijednosti od 12 000 €. Predsjednik Vlade Zoran Milanović 13. lipnja dostavio je prijedlog izmjene ZoPSEU-a predsjedniku Sabora, kojim bi se spriječilo izručenje Perkovića. Hrvatska je već u lipnju imala oko 80 dostavljenih europskih uhidbenih naloga. Da bi se spriječilo njihovo povećavanje, Gordan Markotić, pomoćnik ministra pravosuđa, najavio je izmjenu ZoPSEU-a tako da se uhidbeni nalozi ne mogu odnositi na kaznena djela počinjena prije 7. kolovoza 2002. Zbog toga ograničenja u javnosti se ovaj zakon počeo nazivati Lex Perković. Međutim, Vladimir Šeks iz HDZ-a opovrgao je tvrdnju u Saboru da bi došlo do zagušenja uhidbenim nalozima te izjavio da Hrvatska mora postupati i kao druge 22 članice Europske unije koje nemaju ovo graničenje.

### Kritike izmjene
Dana 26. lipnja situaciju oko Lex Perković pogoršala je i vijest da je njemačka kancelarka Angela Merkel otkazala dolazak na proslavu ulaska Hrvatske u Europsku uniju. Ovakav njezin postupak objašnjen je kao poruka službenom Zagrebu zbog ograničavanja Lex Perković. Ovaj događaj izazvao je burnu raspravu u Saboru. Bivši HDZ-ov ministar vanjskih poslova, Gordan Jandroković izjavio je tog dana da je "osramoćena (je) Republika Hrvatska sada kada ulazi u Europsku uniju." Dodao je da je nedolaskom Merkel Hrvatska vlada dobila jasnu poruku te zamjerio Vladi "da ne priznaje i da ne želi prihvatiti da je u vrijeme komunizma bilo zločina." Postupke vlade osudili su i bivša predsjednica Vlade Jadranka Kosor, laburist Dragutin Lesar te Josip Salapić iz HDSSB-a. Međutim, 28. lipnja u Saboru je, bez prisustva HDZ-ovih zastupnika, sa 78 glasova za i 6 protiv izglasana izmjena ZoPSEU. Za izmjenu su glasovali zastupnici vladajuće koalicije, a protiv su bili Laburisti, HDSSB i neovisna Kosor. Amandman Jadranke Kosor da se izbaci ograničenje bio je odbijen.

### Druga i treća strana
Kao razlog izmjena zakona o europskom uhidbenom nalogu premijer Milanović je naveo zaštitu branitelja: "Štitimo, ako se ja moram tu razmetati, hrvatske branitelje! Od neugodnih, teških situacija da im se po principu univerzalne jurisdikcije dogodi da neka prijava s Balkana dođe tu na sud, recimo u Bruxelles. Što ćemo onda? Automatski izručiti? Neću! Ako treba, sudit ćemo im u Hrvatskoj." Pojašnjenje univerzalne jurisdikcije: Moguće objašnjenje leži u predviđanjima u vladajućim krugovima kako bi europski uhidbeni nalog mogao donijeti nove progone hrvatskih branitelja izvan Republike Hrvatske. Naime, pravosuđe u nekoliko europskih zemalja ima tzv. opću nadležnost, što znači da se pred sudovima u tim zemljama mogu pokrenuti postupci protiv državljana drugih zemalja i za djela koja su počinjena u drugim zemljama. Posebice se isticao problem optužnica iz Nizozemske. To znači, da, primjerice, netko poput Save Štrpca može donijeti neke dokaze i tražiti da se postupak protiv bilo koga, Ante Gotovine, Mladena Markača ili Vladimira Šeksa, pokrene tamo. Ako pravosuđe utvrdi da ima elemenata za kazneni progon, te bi osobe Hrvatska morala izručiti. Unatoč, tomu nekoliko mjeseci nakon ulaska Hrvatske u EU nije doišla niti jedna optužnica iz EU protiv hrvatskih branitelja.
Ova obrana izmjena zakona zasniva se na kako na nizu postojećih ograda u Zakonu (vidi članak 20. Razlozi za odbijanje izvršenja europskog uhidbenog naloga i članak 21. Razlozi zbog kojih se može odbiti izvršenje europskog uhidbenog naloga), tako i na tvrdnji o općoj nadležnosti "nekih" zemalja članica EU, iz čega slijedi logičan zaključak da je pravno moguće i u interesu Republike Hrvatske i njezinih građana ograničiti vremensko područje primjene ovog zakona. Time se vezuje zaštita od progona pravosuđa u "nekim" EU državama branitelja iz Domovinskog rata sa zaštitom svih građana Hrvatske bez obzira na to kakve su zločine počinili prije 2002. godine. Logično je zaključiti da se Hrvatska možda mogla ograničiti i na druge načine, npr. proglašavanjem isključive nadležnosti za ratne zločine počinjene u vrijeme Domovinskog rata na njezinom teritoriju. Isto tako je i naknadno moguće zaključiti s Njemačkom ugovor o pravnoj suradnji koji bi uključivao međusobno izručivanje građana pravosudnim institucijama. Dakle, mogući problem se mogao riješiti drugačije, a može se još uvijek riješiti drugačije. Također, ne treba zaboraviti da je 2 dana prije donošenja izmjena (26. lipnja) došla negativna reakcija Europske komisije: "Hrvatska ne može ukinuti retroaktivnu provedbu uhidbenog naloga!" Trenutačno stanje najbolje opisuje premijerova izjava 28. lipnja u Bruxellesu: "Što se tiče europskog uhidbenog naloga i reakcije Europske komisije, moramo podsjetiti da smo mi od ponedjeljka članica EU i da će nesporazuma s Europskom komisijom, kao što to imaju i druge članice, biti dosta. Komisija je naš servis i ne možemo sve stvari tumačiti na isti način. Mi smatramo da smo u pravu u ovom konkretnom slučaju, a nije isključeno da se mi na kraju povučemo ili da se Komisija povuče." S druge strane, Njemačka koja inzistira na izručenju Perkovića i sama ima sličan slučaj. Njemačka već godinama odbija Danskoj izručiti Sørena Kama, časnika Waffen SS-a kojeg Danska traži zbog sumnje da je ubio danskog novinskog uređivača Carla Henrika Clemmensena u Kongens Lyngbyu, predgrađu Kopenhagena 1943.

## Implementacija EUN-a u ostalim državama članicama Europske unije
Članice Europske unije koje su primjenjivale Okvirnu odluku Europskog vijeća, tijekom 2005. pokretale su postupke za ocjenu ustavnosti nacionalnih provedbenih propisa, a razlozi su bili nepoštovanje ograničenja koje ustavi postavljaju glede izručenja vlastitih državljana, odnosno nerazmjerno ograničenje ustavnog prava na neizručenje te nepostojanje sudske kontrole odluke o predaji u određenim slučajevima. Zbog toga je Okvirna odluka dovela do obustave izvršenja svih naloga u Njemačkoj, a mnoge su države odbile izvršavati njemačke naloge na temelju načela reciprociteta. Novo njemačko implementacijsko zakonodavstvo doneseno je u srpnju 2006. Ustavni sud Poljske također je proglasio Nacionalni provedbeni zakon za europskim uhidbenim nalogom neustavnim, jer je poljski Ustav u vrijeme donošenja Provedbenog zakona sadržavao zabranu izručenja vlastitih državljana. No odluka o neustavnosti odgođena je za 18 mjeseci kako bi se Ustav uskladio s Okvirnom odlukom Europskog vijeća, što je i učinjeno. Isto je bilo i u Cipru koji je u kratkom vremenu nakon ustavne odluke izmijenio ustavnu odredbu o neizručenju vlastitih državljana. Protivljenje traženih pojedinaca izručenjem putem europskog uhidbenog naloga rezultiralo je postupcima i pred ustavnim sudovima Irske, Grčke i Češke, koje su, za razliku od Njemačke i Poljske, proglasile svoje implementacijsko zakonodsvstvo sukladno ustavu.
Pojedine države članice Europske unije ograničile su primjenu europskog uhidbenog naloga, tako se u Francuskoj europski uhidbeni nalog primjenjuje na kaznena djela počinjena nakon 1. studenog 1993., a u Austriji, Italiji i Luksemburgu nakon 7. kolovoza 2002., kada je Okvirna odluka stupila na snagu.

## Vanjske poveznice
- narodne-novine.nn.hr, Tekst Zakona o pravosudnoj suradnji u kaznenim stvarima s državama članicama Europske unije, 2010. godina
- narodne-novine.nn.hr, Tekst Zakona o izmjenama i dopunama Zakona o pravosudnoj suradnji u kaznenim stvarima s državama članicama Europske unije, 28. lipnja 2013. godine